# Hakka (volk)
De Hakka ([haːk kaː]) vormen een subgroep van de Han-Chinezen, de etnische meerderheid van China. Ze wonen voornamelijk in de provincies Guangdong, Jiangxi en Fujian, en in Hongkong. Tevens is deze subgroep te vinden in Taiwan. De Hakka hebben een eigen identiteit die hen onderscheidt van de Kantonezen. 
De Chinese karakters voor Hakka 客家 betekenen letterlijk 'gastgezinnen'. Hun voorouders emigreerden uit Centraal- en Noord-China ruim duizend jaar geleden. De Hakka kwamen waarschijnlijk uit de delta rond de Gele Rivier of uit de hedendaagse provincies Shanxi, Henan en Hubei. Het wereldwijde aantal Hakka-Chinezen is ongeveer 80 miljoen, hoewel het aantal sprekers van de Hakka-taal veel minder is. De Hakka hebben een grote invloed uitgeoefend op de loop van de Chinese geschiedenis: ze vormen een bron van vele revolutionaire, politieke en militaire leiders. 
Vroeger woonden de Hakka uitsluitend in ommuurde dorpen, ommuurde huizen en tulou. De traditionele klederdracht van Hakka-vrouwen wordt gekenmerkt door blauw- en zwartkleurige truien en broeken. Vrouwen dragen zonnehoeden (Hakka verkoelingshoeden) met een reep zwarte stof. De vrouwen van de streek Dapengbandao gebruiken zonnehoeden met een reep blauwe stof die de kleur van de zee symboliseert.
De Hakka hebben een eigen taal, het Hakka, dat nauw verwant is aan het Kantonees.

## Oorsprong
Over het algemeen wordt aangenomen dat de Hakka een subgroep van de Han-Chinezen zijn, ontstaan in het noorden van China. Er zijn verschillende wetenschappelijke theorieën die de oorsprong van de Hakka proberen te verklaren. Professor Clyde Kiang, die onderzoek doet naar de oorsprong van deze etnische groep, verklaart dat de oorsprong van de Hakka ook kan worden gezocht bij de oude buurvolkeren van de Han; de Dongyi en Xiongnu, hoewel dit over het algemeen als controversieel wordt beschouwd. De Hakka-Chinese wetenschapper Dr. Siu-Leung Lee zegt dat alle theorieën over de oorsprong van de Hakka juist zijn, en dat zij zowel afstammen van de Noordelijke-Han, de Xiongnu en de Dongyi die op hun beurt weer assimileerden met de inheemse bevolking. Hij meent echter ook dat niet kan worden nagegaan wie de eigenlijke Zuidelijke Chinezen zijn, omdat ook veel Zuidelijke Chinezen uit Noord-Azië afkomstig zijn; Hakka of niet-Hakka. Het eerste grote migratievolk van Hakka begon door invallen van de hiervoor genoemde stammen; de Dongyi en Xiongnu tijdens de Jin-dynastie (265-420).
Sinds de Qin-dynastie (221-207 voor Christus) zijn de voorouders van de Hakka meerdere malen zuidwaarts gemigreerd als gevolg van invasies en sociale onrust. Latere migratie vond ook plaats tijdens het einde van de Tang-dynastie in de 10e eeuw en het einde van de Noordelijke Song-dynastie in 1125, waarbij een massale stroom van vluchtelingen naar het zuiden plaatsvond nadat de Jurchen de hoofdstad Bianliang veroverden. Tijdens het bewind van keizer Kangxi (1654-1722) in de Qing-dynastie werden alle kustgebieden geëvacueerd om conflicten met de resterende Ming-dynastie die naar Taiwan was uitgeweken te voorkomen. Toen de Ming definitief verslagen waren werden de kustgebieden opnieuw bevolkt. Om emigratie naar de kustgebieden te bevorderen kreeg elk gezin financiële steun om een nieuw leven te beginnen; nieuwkomers werden geregistreerd als "Gast Huishoudens" 客戶, kèhù, waar ook de oorsprong van de naam Hakka van is afgeleid.
Punti
De inheemse Kantonese bevolking (ook wel Punti, 本地) had speciale voorrechten in hun oorspronkelijke thuisland. Zij hadden hun eigen vruchtbare gronden, terwijl de nieuwkomers aan de buitenste rand van de vruchtbare vlaktes moesten leven. Conflicten tussen de Hakka en de Punti groeiden en de term Hakka werd door de Punti als spotnaam voor nieuwkomers gebruikt. De spanning liep op, en in de 19e eeuw (de Hakka waren al langer dan een eeuw in het gebied gevestigd en werden niet meer als migranten beschouwd) vonden schermutselingen plaats, bekend als de Punti-Hakka Clan Oorlogen (土客械鬥). Toch vonden ook onderlinge huwelijken plaats. Uit genealogieën van zowel Kantonese als Hakka families blijkt dat sommige Hakka en Kantonezen met dezelfde namen dezelfde voorouders hebben maar zich toch met een andere etnische groep identificeren; ofwel Hakka ofwel Kantonees.

## Emigratievolk

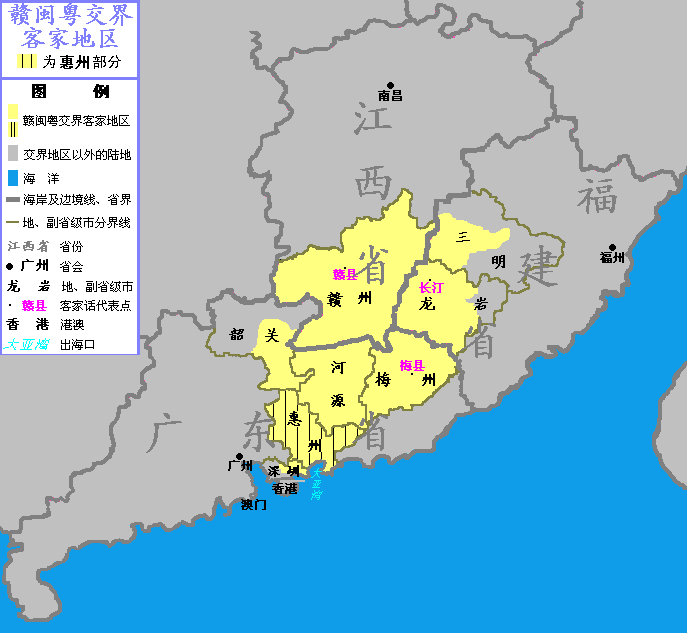
Gebieden met hoog percentage Hakkanezen

Hakka/Kejia betekent letterlijk 'gastenvolk'. De voorouders van de Hakka zijn in de 12e eeuw van het midden van China naar het zuiden, waaronder Guangdong, gemigreerd. Later zijn veel Hakka uit Guangdong geëmigreerd naar de Verenigde Staten (vooral San Francisco), Maleisië, Indonesië, India, Costa Rica, Oost-Timor, Mauritius, Maldiven, Suriname en Engeland. De meeste Hakka in Engeland zijn afkomstig uit de voormalige Britse kolonie Hongkong. De meeste Hakka die in Nederland wonen, kwamen oorspronkelijk uit Hongkong en de vroegere Nederlandse kolonie Suriname.
Zo kan de emigratieweg van een Hakka-Nederlander de volgende zijn geweest: Midden-China > Zuid-China > Meizhou > Hongkong > Indonesië > Suriname > Nederland, want tijdens het werven van contractarbeiders werden vele Chinezen in Nederlands-Indië naar Suriname gestuurd door de contracten. Daar leefden ze verder als landarbeider op een plantage. Tegenwoordig zijn Hakkase Chinese Surinamers hoger gekomen in de Surinaamse maatschappij door studie en het uitoefenen van beroepen als handelaar. De Surinaamse keuken is sterk beïnvloed door de Hakka, bekende gerechten zijn tjauwmin, tjatjang en moksimeti.

## Religie
De Hakka waren vroeger net als alle andere Han beoefenaars van de Chinese volksreligie, daoïsme en Chinees boeddhisme. Maar bij de Hakka waren er drie religieuze hogere machten die werden vereerd: voorouderverering, verering van Tudi Gong en de god Sanshanguowang. In Taiwan worden erediensten gehouden in de Sanshan (samsan in het Hakka) Guowang Tempel, en in de Tempel van de "Heren" van de Drie Bergen (in China).
Xianghuafojiao is een Hakka variant van het Chinees boeddhisme en wordt vooral beoefend in de regio Meizhou. Deze vorm van boeddhisme bevat veel elementen en rituelen uit het daoïsme. Altaren worden versierd met grote kleurrijke schilderingen van hemelse wezens. De boeddhistische teksten en gebeden worden in het Hakka opgelezen en gechant.
De Zuidelijke Maoshanschool van het daoïsme is een veel voorkomende beoefeningsvorm van daoïsme onder de Hakka. Er wordt gebruikgemaakt van magische formules en spreuken om onheil af te wenden.
Uitvaarten van Hakka vormen een subcultuur in de Chinese begrafeniscultuur. De overleden personen worden begraven in doodskisten en na een bepaalde periode weer opgegraven. Van de persoon zijn dan alleen de botten en haar nog over. De botten worden in een pot gestopt en voor een bepaalde periode in de bergen achtergelaten om later gecremeerd te worden.

### Goden
- Guanyin wordt door de Hakka in West-Fujian beschouwd als een lokale Aardegodin
- Sanguandadi wordt Sanjieye 三界爺 genoemd
- Tudigong wordt Baigong 伯公 of Longshen/Drakengod 龍神 genoemd
- Han Di wordt door de Hakka in Zuid-Jiangxi als een god vereerd
- Sanshanguowang wordt in Guangdong door o.a. de Hakka vereerd
- Dingguanggufo 定光古佛 wordt door de Hakka in West-Fujian als een hooggeplaatste bhikkhu vereerd
- Canhuizushi 慚愧祖師 wordt door de Hakka in Chaozhou als een hooggeplaatste bhikkhu vereerd
- Wuxiandadi 五顯大帝 wordt door de Hakka in Zhangzhou, Zhao'an en Taiwan als een god vereerd
- Yiminye 義民爺 wordt door de Hakka in Taiwan als Aardegod vereerd

### Kerstening
Door kerstening in vele Chinese gebieden zijn ook wat Hakka nu protestants of rooms-katholiek. Dat laatste komt minder vaak voor dan het protestantisme. In Hongkong en in sommige plaatsen in Suriname, Europa, Noord-Amerika en Zuidoost-Azië zijn protestantse kerken te vinden waar men Hakkanees als voertaal gebruikt in de kerkdienst. De Bijbel is verkrijgbaar in het Taiwan-Hakka, het is geschreven in het Latijnse alfabet in plaats van hanzi.

## Cultuur
De Hakka hebben een eigen keuken (hakkakeuken) die gekenmerkt wordt door zoute gerechten en vrijwel geen gebruik van pittige kruiden en pepers. In Hongkong hebben veel Hakka migranten begin 20e eeuw restaurants geopend met de eigen authentieke keuken.
De hakkamuziek en hakka-opera zijn populair onder het eigen volk, maar daar buiten is deze cultuur vrijwel onbekend. De Hakka zijn een van de weinige volkeren die de eenhoorndans hebben ontwikkeld. De Chaozhounezen hebben ook de eenhoorndans, maar hun eenhoorns hebben een ander uiterlijk.

## Aardrijkskunde
De Hakka vormen op bepaalde gebieden in de wereld een meerderheid. De meeste Hakka wonen in de volgende provincies:
- Sichuan
- Jiangxi
- Fujian
- Guangdong
- Guangxi
- Hainan
- Taiwan

Van deze provincies kan men hoge concentraties van Hakka vinden in bepaalde steden.
- Sichuan
- Henan
  - Xinyang
- Jiangxi
  - Ganzhou
- Fujian
  - Sanming
  - Longyan
    - Changting
- Guangdong
  - Heyuan
  - Meixian
  - Shaoguan
  - Huizhou
  - Dongguan
  - Shenzhen
  - New Territories
- Guangxi
- Hainan
- Taiwan
  - Gaoping
  - Yunlin
  - Jiayi
  - Tainan

In deze gebieden buiten China kan men hoge concentraties van Hakka vinden
- Indonesië
  - Atjeh
  - Banka-Billiton
  - West-Kalimantan
  - Djakarta
  - West-Java
- Maleisië
  - Kota Kinabalu
  - Sandakan
  - Kuching
- Mauritius
- Réunion
- Christmaseiland